# Station Jerakah
Jerakah is een spoorwegstation in de Indonesische provincie Midden-Java.

## Bestemmingen
- Senja Kediri: naar Station Kediri en Station Jakarta Pasar Senen
- Kaligung: naar Station Semarang Poncol en Station Brebes